# The Diplomats
The Diplomats (також відомий як Dipset) — американський хіп-хоп колектив, створений у 1997 році друзями дитинства Cam'ron та Jim Jones у Гарлемі, Нью-Йорк. Спочатку гурт складався з Кем'рона, Джима Джонса та Freekey Zekey, усі вони разом виросли в Гарлемі. У 1999 році до гурту приєднався репер Juelz Santana.

## Біографія
Перша комерційна поява гурту відбулася в альбомі Cam'ron S.D.E. 2000 року, випущеному на Epic Records. Зрештою Кем'рон вимагав звільнення від Epic і підписав контракт із компанією Roc-A-Fella Records, яка тоді належала його другу дитинства Деймону Дешу. Cam'ron випустив свій третій альбом Come Home with Me на Roc-A-Fella у 2002 році. На альбомі були численні гостьові появи Джуелза Сантани та Джима Джонса. Головними синглами стали платинові хіти «Oh Boy» і «Hey Ma», в обох яких брав участь Сантана. Альбом послужив як вступом до The Diplomats, так і сходинкою для решти гурту, щоб підписати контракт з Roc-A-Fella.
Згодом гурт почав записувати свій дебютний альбом, Diplomatic Immunity, і випустив його на вищезгаданих лейблах у березні 2003 року. Альбом із подвійним диском мав успіх і швидко отримав золотий сертифікат RIAA менш ніж через два місяці після випуску. Після напруженості та суперечок між Cam'ron і Jay-Z гурт згодом розірвав зв'язки з Roc-A-Fella і підписала контракт з інді-лейблом Koch Records. У листопаді 2004 року гурт випустив свій другий альбом Diplomatic Immunity 2 на Koch. Після перерви через художні розбіжності, у 2010 році початкові учасники знову почали разом записувати музику та оголосили про реюніон-альбом. У лютому 2011 року було оголошено, що гурт підписав контракт з Interscope Records. Однак у травні 2013 року Freekey Zekey оголосив, що він більше не записується для Interscope.
Влітку 2018 року The Diplomats вирушили в національний тур США під назвою Dipset Forever. У листопаді 2018 року гурт випустив свій перший за 14 років офіційний альбом Diplomatic Ties на Empire Distribution.
2 серпня 2021 року вони брали участь у битві Verzuz з гуртом The Lox.

## Суперечки
The Diplomats були відомі своїми численними суперечливими текстами про теракти 11 вересня.

## Дискографія
Студійні альбоми
- Diplomatic Immunity (2003)
- Diplomatic Immunity 2 (2004)
- Diplomatic Ties (2018)

## Фільмографія
- The Original Harlem Diplomats
- Sippin' On Sizzurp Bonus DVD
- A Day in the Fast Life
- Killa Season
- Eye of the Eagle
- Державне майно 2
- Paid in Full